# Stari Ulcinj
Stari Ulcinj (în albaneză: Ulqini i Vjetër) este o mică insulă din Marea Adriatică, situată în sudul statului Muntenegru, în comuna Ulcinj.
Stari Ulcinj este o insulă stâncoasă cu o suprafață de 1,8 hectare, mult mai mică decât cealaltă insulă din comuna Ulcinj, Ada Bojana. Insula se află la aproximativ 150 de metri de la coastă și nu este populată, însă este o destinație de turism.